# Тибетская куропатка
Тибетская куропатка, или центральноазиатская куропатка (лат. Perdix hodgsoniae) — птица семейства фазановых.

## Описание

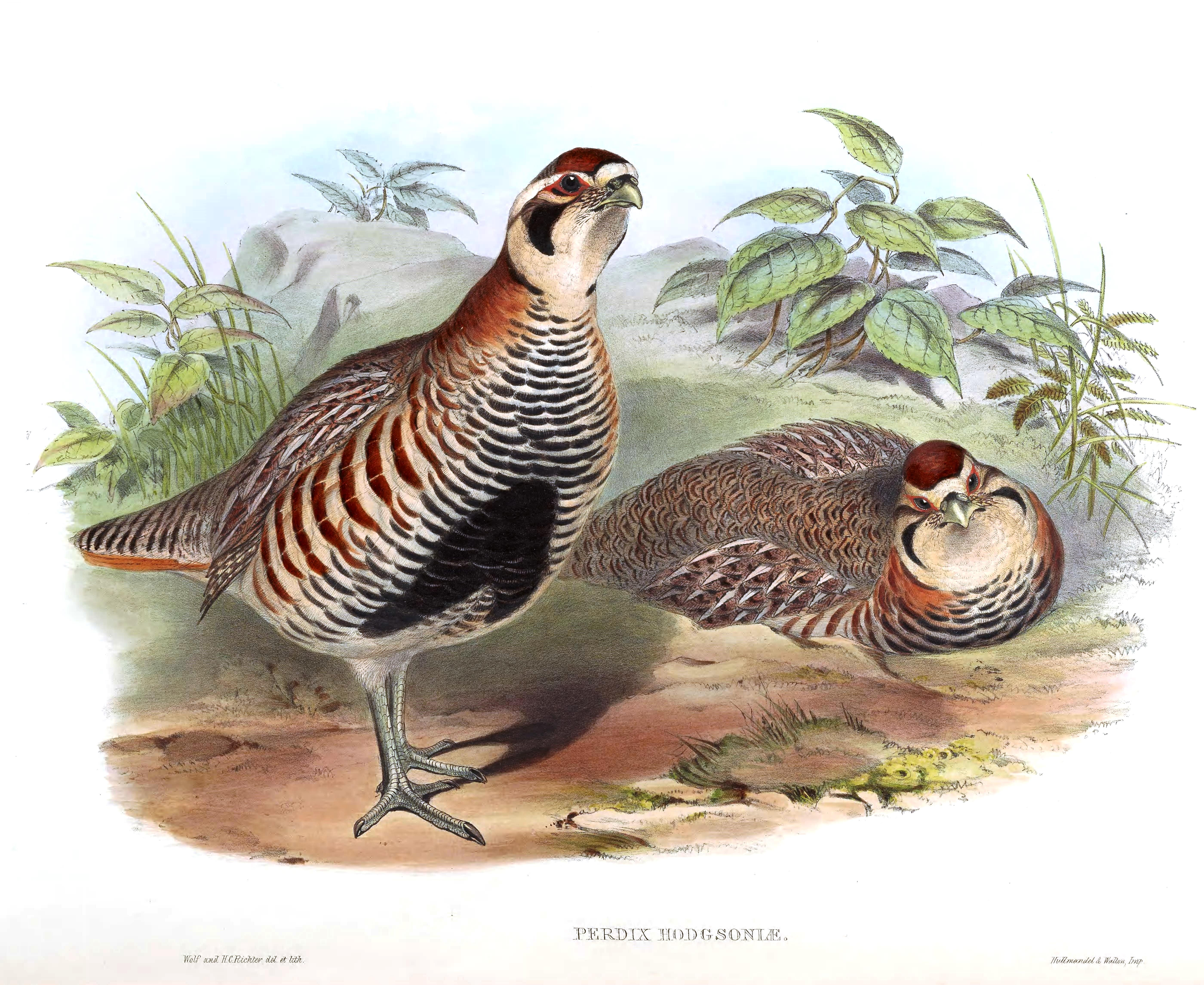
Из книги Дж. Гульда, рис. Генри Рихтера.

Длина тела 28–31 см, масса от 294 до 340 г. Спина тёмная, крылья пёстрые, грудь белая с чёрными полосками, передняя часть головы белая, лицевая часть имеет чёрно-белую расцветку. В отличие от других представителей своего рода у тибетской куропатки 16 рулевых перьев, а не 18.

## Ареал
Ареал вида — Тибет, Пакистан, точнее его северные части, Кашмир, Непал, Сикким и Бутан, и западная часть Китая.

## Образ жизни
Обитает в кустарниках с карликовым можжевельником и  рододендроном на высоте 3600–4325 метров над уровнем моря. Летом этот вид поднимается до линии вечных снегов, а зимой спускается  вниз. Весной группы по 10–15 птиц устраивают брачные игры. Образуют моногамные пары. Гнездо представляет собой простое углубление, ограниченное травами и расположенное чаще всего под кустом. С мая по июнь самка откладывает 8–10 яиц коричневато-бурого цвета.